# John Dall
John Dall, pseudonimo di John Jenner Thompson (New York, 26 maggio 1920 – Hollywood, 15 gennaio 1971), è stato un attore statunitense.

## Biografia
John Dall nacque a New York nel 1920, secondogenito di Charles Jenner Thompson, ingegnere civile, e di Henry Worthington.
Di formazione teatrale, esordì nel cinema con il film Il grano è verde (1945) di Irving Rapper, in cui interpretò la parte di Morgan Evans, uno studente di un villaggio minerario del Galles di fine ottocento, che viene preso sotto la protezione dell'insegnante locale (Bette Davis). Il ruolo di Morgan Evans, personaggio sensibile e avido di sapere, che "vuole scoprire cosa c'è dietro tutti quei libri", valse all'esordiente John Dall una candidatura all'Oscar al miglior attore non protagonista nel 1946.

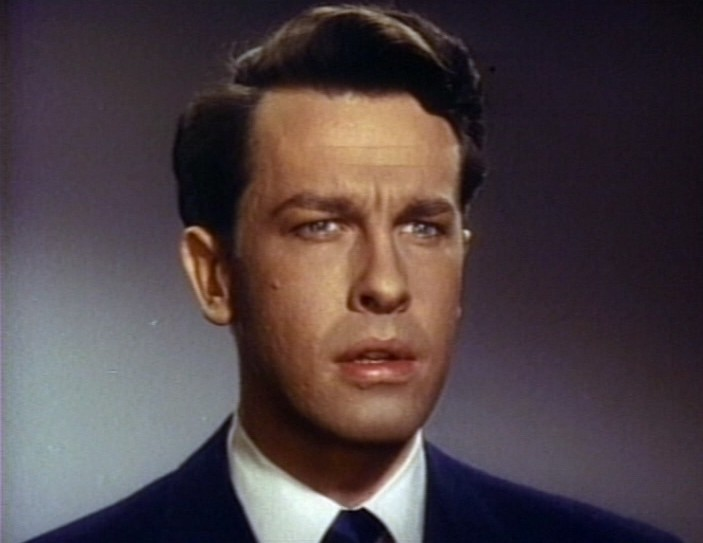
John Dall nel ruolo di Brandon Shaw in Nodo alla gola (1948)

Nel 1947 prese parte al musical Scritto sul vento di Irving Pichel, accanto a Deanna Durbin, e nel 1948 fu tra i protagonisti de Un'altra parte della foresta di Michael Gordon, un dramma tratto da una pièce di Lillian Hellman. Nello stesso anno Dall fu scritturato per Nodo alla gola, primo film a colori di Alfred Hitchcock, in cui interpretò il ruolo grazie al quale oggi è maggiormente ricordato, quello di Brandon Shaw, che con l'amico Philip Morgan (Farley Granger), commette un delitto per il puro gusto estetico di compierlo, strangolando un compagno di studi e nascondendone il cadavere in un baule, in attesa di ricevere alcuni ospiti per la serata.
Nel 1950 apparve nel noir La sanguinaria di Joseph H. Lewis, accanto a Peggy Cummins, una rivisitazione moderna della vicenda di Bonnie e Clyde, in cui interpretò il ruolo di un giovane appassionato di armi da fuoco, che viene istigato dall'ambiziosa fidanzata a compiere una serie di furti e rapine che porteranno entrambi a un tragico destino.
Dopo un'apparizione nel poliziesco L'uomo che ingannò se stesso (1950) di Joseph H. Lewis, la carriera artistica di Dall proseguì in maniera discontinua. Durante gli anni cinquanta l'attore lavorò soprattutto per il teatro e per la televisione, ritornando al cinema nel 1960 con il ruolo di Gaio Claudio Glabro nel colossal Spartacus diretto da Stanley Kubrick. L'anno successivo fece la sua ultima apparizione cinematografica in Atlantide, il continente perduto (1961) di George Pal, in cui interpretò il malvagio Zaren. Negli anni sessanta lavorò ancora per la televisione, comparendo in alcuni episodi della serie poliziesca Perry Mason.
Morì a Hollywood il 15 gennaio 1971, all'età di 50 anni, per un infarto.

## Filmografia

### Cinema
- Il grano è verde (The Corn Is Green), regia di Irving Rapper (1945)
- Scritto sul vento (Something in the Wind), regia di Irving Pichel (1947)
- Un'altra parte della foresta (Another Part of the Forest), regia di Michael Gordon (1948)
- Nodo alla gola (Rope), regia di Alfred Hitchcock (1948)
- La sanguinaria (Deadly is the Female), regia di Joseph H. Lewis (1950)
- L'uomo che ingannò se stesso (The Man Who Cheated Himself), regia di Joseph H. Lewis (1950)
- Spartacus, regia di Stanley Kubrick (1960)
- Atlantide, il continente perduto (Atlantis, the Lost Continent), regia di George Pal (1961)

### Televisione
- The Chevrolet Tele-Theatre – serie TV, episodio 1x21 (1948)
- Lights Out – serie TV, episodio 3x42 (1951)
- The Clock – serie TV, episodio 3x09 (1951)
- Studio One – serie TV, episodio 5x03 (1952)
- Broadway Television Theatre – serie TV, episodi 2x11-3x04 (1952-1953)
- Suspense – serie TV, episodi 5x11-6x26 (1952-1954)
- General Electric Theater – serie TV, episodio 6x23 (1958)
- Schlitz Playhouse of Stars – serie TV, episodio 8x10 (1958)
- Perry Mason – serie TV, 4 episodi (1962-1965)

## Riconoscimenti
- Premio Oscar
  - 1946 – Candidatura al miglior attore non protagonista per Il grano è verde

## Doppiatori italiani
Nelle versioni in italiano dei suoi film, John Dall è stato doppiato da:
- Giuseppe Rinaldi in Il grano è verde, Nodo alla gola
- Giulio Panicali in Scritto sul vento[2]
- Mario Pisu in Un'altra parte della foresta
- Renato Turi in Spartacus
- Rolf Tasna in Atlantide, il continente perduto
- Massimo Lodolo in Il grano è verde (ridoppiaggio)
- Angelo Maggi in La sanguinaria (ridoppiaggio[3])